# قصر بورتو (فيتشنزا)
قصر بورتو هو قصر بناه المهندس المعماري الإيطالي من عصر النهضة أندريا بالاديو في كونترا بورتي  فيتشنزا في إيطاليا, وهو واحد من قصرين في المدينة صممهما بالاديو لأفراد عائلة بورتو (والآخر هو بلازو بورتو في بيازو كاستيلو) بتكليف من النبيل ايزيبو دي بورتو يوم زواجه (حوالي 1544) كان لهذا المبنى مرحلة تصميم طويلة إلى حد ما ومشاكل وهوغير مكتمل جزئيًا.
ادرجت اليونسكو في عام 1994 القصر في أحد مواقع التراث العالمي باسم «مدينة فيتشنزا وفيالت باالديان في فينيتو».

## التاريخ
من المحتمل جدًا أن يكون سبب اتخاذ إيسيبو بورتو القرار بالقيام ببناء قصر كبير في كونترا (كونترادا) هو محاكاة للصرح الذي بدأ أخوه أدريانو وماركانتونيو ثين في تشييده في عام 1542 بالقرب من قصره، وقد يكون أيضًا زواجه من (ليفيا ثيين) في النصف الأول من أربعينيات القرن الخامس عشر هو الذي وفر فرصة ملموسة لاستدعاء (اندريا بالادو)
تعتبر العائلتان (ثيين وبورتو) من أغنى وأقوى العائلات في المدينة، وقد صنفت قصورهم التي مازالت تحمل أسمائهم حتى اليوم والممتدة على طول كونترادا. كان ايسبو شخصية مؤثرة، ذو مسؤوليات مختلفة في الإدارة العامة للمدينة، ومع المسؤوليات التي كانت متداخلة في أكثر من مناسبة مع المهام الموكلة إلى بالاديو من المحتمل جدًا أن تكون العلاقات بين الاثنين أقرب مما كانت بين الراعي والمهندس المعماري، إذا اعتبرنا ذلك بعد ثلاثين عامًا من تصميم قصر ايسيبو بالادو وبدأ في بناء الفيلا الرائعة له في مولينا دي مالو، ولم يكتمل بعد ذلك فقد مات الصديقان في نفس العام 1580.

## الهندسة معمارية
كان القصر صالحًا للسكن حيث بدأ من ديسمبر 1549 على أن أقل من نصف الواجهة كانت قائمة ولم تكتمل إلا بعد ثلاث سنوات عام(1552). سجلت العديد من رسومات بالاديو الافتراضية عملية التصميم المعقدة. وتظهر أنه منذ البداية ، خطط بالاديو لبناء مبنيين سكنيين متميزين ، أحدهما يقع على طول الشارع والآخر متاخم للجدار الخلفي للفناء، كما تظهر مخطوطة ايكواترو ليبري ديللاركتيترا  (1570) كيفية ارتباط الكتلتان ببعضهما البعض بفناء مهيب به أعمدة مركبة ضخمة، وكانت هذه المخطوطة متاحة للنشر للعامة.
يظهر قصر بلازو بورتو,مقارنة بقصر بلازو سيفيان والذي بني قبل بضع سنواتت فقط مدى تطور بالادو بعد الرحلة إلى روما في عام 1541 ومعرفته بكل من العمارة الرومانية القديمة والمعاصرة، وأعيد توضيح نموذج برامانتيان في بلازو كاربيني، مع محاكاة بلادو للعمارة الرومانية  لطابق المعيشة الارضي والذي يعتبر بطبيعة الحال ارقى من المتعارف عليه، يمثل الردهة الرائعة المكونة من أربعة أعمدة إعادة تفسير بالاديو للمساحات فيتروفيان ، ولكنها واحدة حيث تستمر أنماط العمارة الرومانية التقليدية أيضًا.

رسم كل من باولو فيرونيزي ودومينيكو بروساسورزي الغرفتين الموجودتين على يسار الردهة، في حين أن الجبس من تنفيذ بارتولوميو ريدولفي. في علية القصر، يظهر تمثالا ايسبو وابنه ليونيدا ، في زي روماني عتيق، حيث يمكن للزوار مشاهدتها عند المدخل.

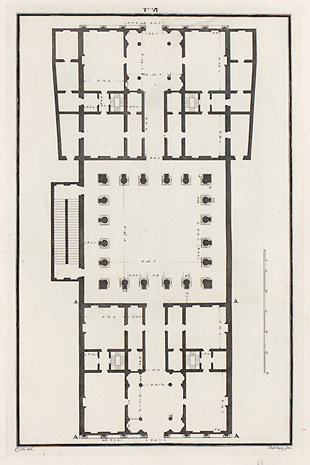
مخطط الارضية (رسم اوتافيو بيرتوتي سكاموزي)
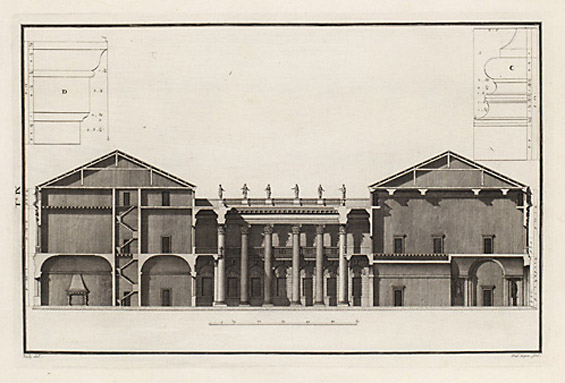
المقطع العرضي (أوتافيو بيرتوتي سكاموزي ، 1776)

### الفناء الداخلي

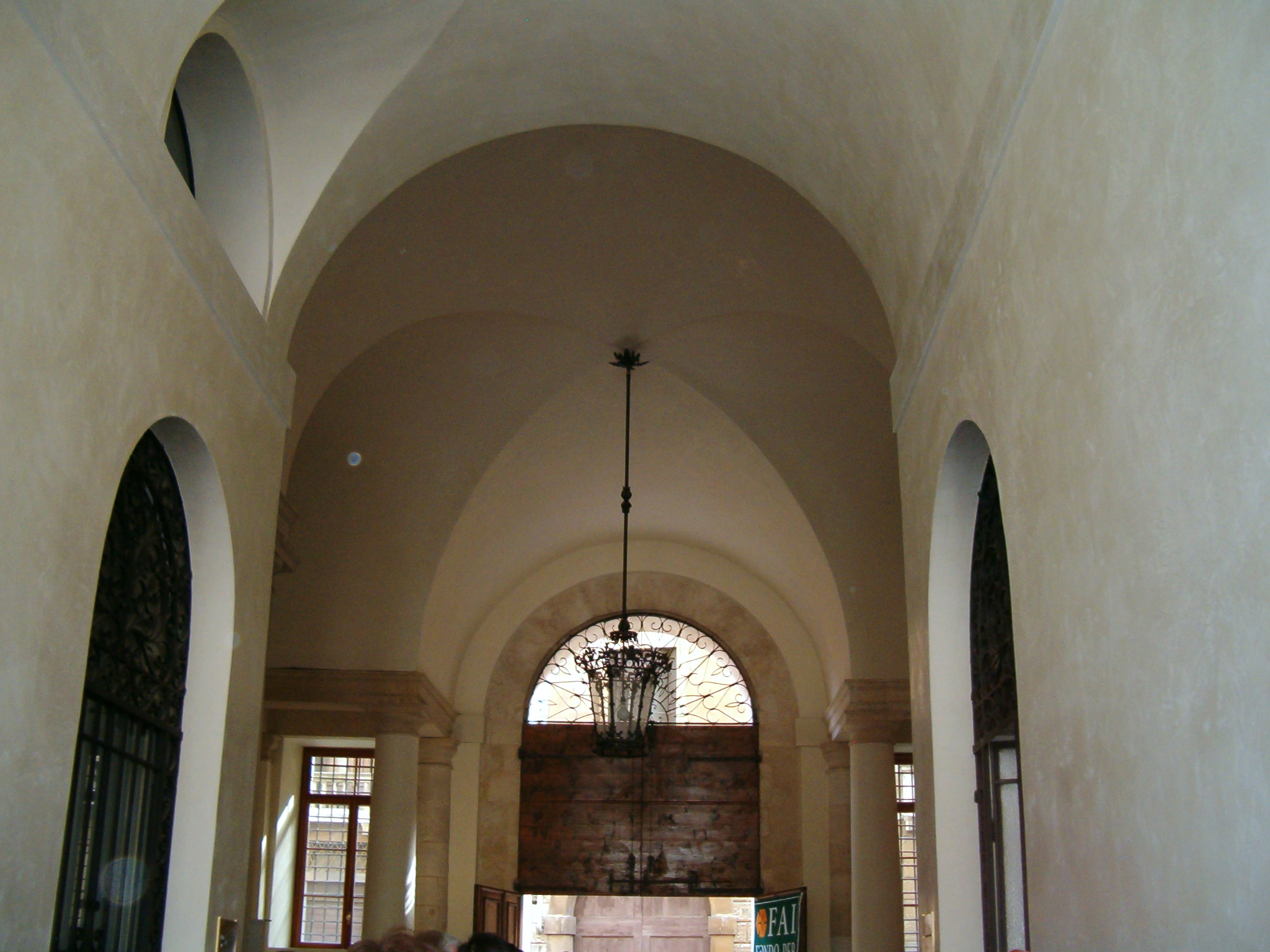
الجناح الكبير
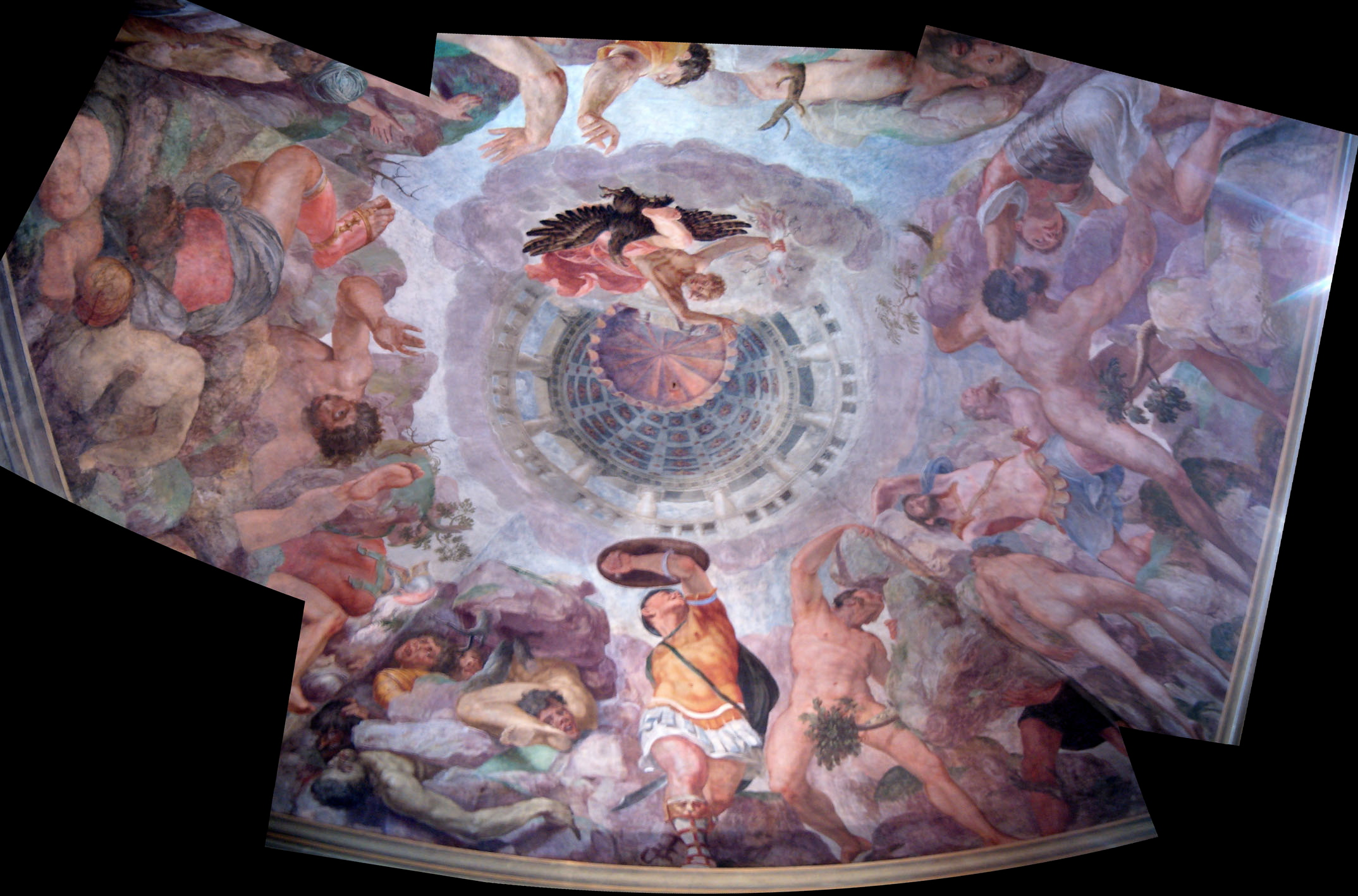
جزء من رسومات السقف الجداري في القاعة الكبرى تظهر التماثيل الضخمة دومينيكو بروساسورزي
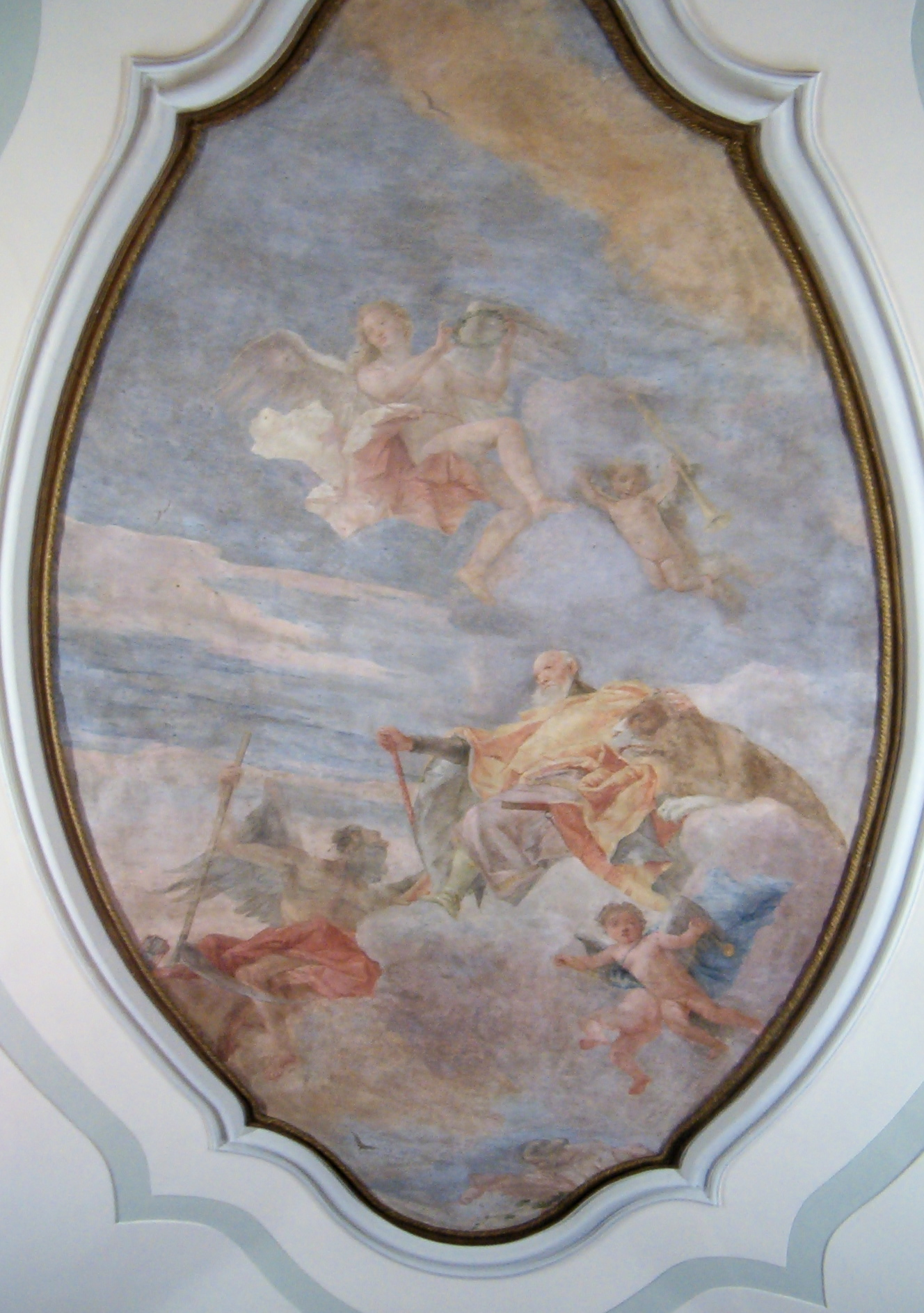
سينوبيا داخل اطار في السقف

## روابط خارجية
- Palazzo Porto in the CISA website